# Piłka nożna w Jugosławii
Piłka nożna (serb. Фудбал fûdbaːl, chorw. Nogomet nôɡomeːt, słoweń. Nogomet nɔɡɔˈmɛ́t, bośn. Nogomet nôɡomeːt, mac. Фудбал fûdbaːl) była najpopularniejszym sportem w Jugosławii. Jej głównym organizatorem na terenie Jugosławii pozostawał Fudbalski savez Jugoslavije (FSJ).
Piłkarska reprezentacja Jugosławii zdobyła jeden złoty medal olimpijski (1960). Jugosłowiańskie kluby zdobyły jeden raz Puchar Europy Mistrzów Krajowych, Puchar Miast Targowych i Puchar Interkontynentalny.
W Prvej saveznej lidze grały najbardziej znane kluby świata, takie jak Crvena zvezda, Partizan, Dinamo Zagrzeb i Hajduk Split.

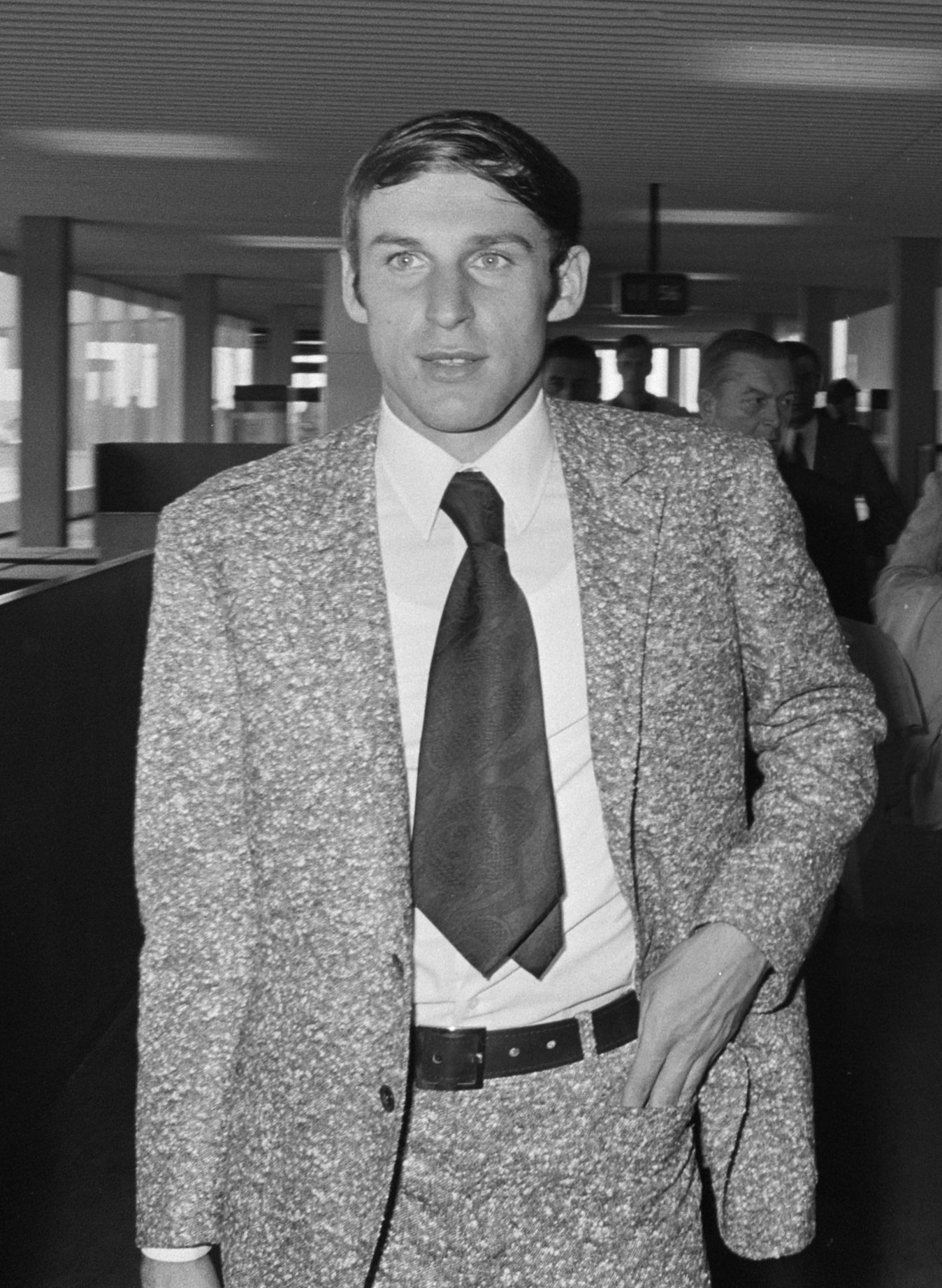
Dragan Džajić, zawodnik z największą ilością występów w reprezentacji Jugosławii.

Ljupko Petrović jako jedyny jugosłowiański menedżer, który wygrał rozgrywki Ligi Mistrzów (dawniej Pucharu Europy).

## Historia

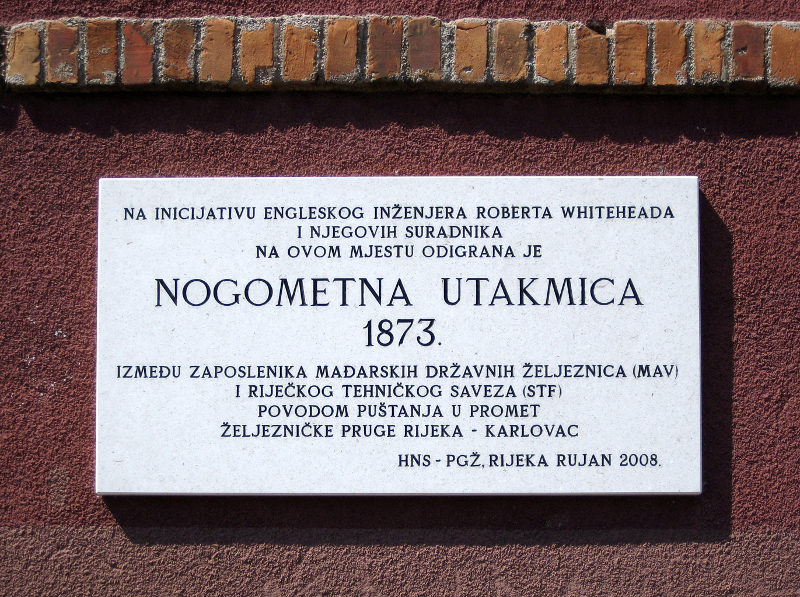
Tablica w Rijece upamiętniająca miejsce pierwszego meczu piłki nożnej w 1873 r.

Piłka nożna zaczęła zyskiwać popularność w Jugosławii pod koniec XIX wieku. Najwcześniejsze zapisy o piłce nożnej w Chorwacji pochodzą z 1873 roku, kiedy angielscy inżynierowie i technicy ze Stabilimento tecnico Fiumano grali w Rijece z inżynierami budującymi lokalną linię kolejową, z udziałem miejscowych zawodników. Pierwszy zarejestrowany mecz piłki nożnej rozegrany w Królestwie Chorwacji, która była wówczas w składzie Austro-Węgier, został rozegrany w 1880 roku w miejscowości Županja, pomiędzy angielskimi pracownikami The Oak Extract Company a miejscową młodzieżą. W 1890 roku uczniowie szkół średnich zakładają w Rijece pierwsze szkolne kluby piłkarskie. Sport ten został dalej spopularyzowany w Chorwacji przez Franjo Bučara w latach 90. XIX wieku. Chorwackie tłumaczenie nazwy sportu, nogomet, zostało wymyślone przez językoznawcę Slavko Rutznera Radmilovića w 1893 lub 1894 roku. Nazwę przyjęto również w języku słoweńskim.
Najwcześniejsze oficjalnie zarejestrowane kluby powstały w Puli przed przełomem wieków, kiedy to w sierpniu 1899 r. miejscowi założyli Club Iris, a później w tym samym roku Veloce Club, obydwa wielosportowe stowarzyszenia, które posiadały również bardzo popularne sekcje piłkarskie. Pierwszymi klubami założonymi w ówczesnym Królestwie Chorwacji i Slawonii były HAŠK i PNIŠK w 1903 roku.
Do Serbii piłka nożna po raz pierwszy dotarła wiosną 1896 roku, kiedy żydowski student Hugo Buli, po powrocie ze studiów w Niemczech, przywiózł pierwszą piłkę z Berlina do Belgradu. Przywiózł piłkę kolegom z belgradzkiego towarzystwa gimnastycznego Soko, a 12 maja założył pierwszą sekcję piłkarską w Europie Południowo-Wschodniej.
Na terytoria Słowenii, odkąd była częścią Austro-Węgier, piłka nożna przybyła pod koniec XIX wieku z Wiednia. Pierwszy klub piłkarski został założony w 1900 roku przez mniejszość niemiecką w Lublanie, Laibacher Sportverein. Wkrótce po nich pojawiła się mniejszość węgierska w Lendavie (NK Nafta w 1903) i niemiecka w Celje (Athletik SK w 1906).
Gra dotarła do Bośni i Hercegowiny na początku XX wieku, a Sarajewo (1903) i Mostar (1905) były pierwszymi miastami, w których zaczęły organizować mecze.
Po rozpadzie Austro-Węgier, 1 grudnia 1918 proklamowano powstanie zjednoczonego Królestwa Serbów, Chorwatów i Słoweńców (SHS). Po założeniu jugosłowiańskiej federacji piłkarskiej – NSJ (chorw. Nogometni Savez Jugoslavije) w kwietniu 1919 roku w Zagrzebiu, rozpoczął się proces zorganizowania pierwszych ligowych Mistrzostw Królestwa Serbów, Chorwatów i Słoweńców w sezonie 1923. Do 1927 roku rozgrywki odbywały się systemem pucharowym. W sezonie 1928 organizowane pierwsze ligowe rozgrywki. W rozgrywkach brało udział 6 zespołów, grając systemem kołowym. W sezonie 1931/32 i 1935/36 rozgrywano systemem pucharowym. Zwycięzca turnieju otrzymywał tytuł mistrza Jugosławii.
3 października 1929 zmieniono nazwę państwa na Królestwo Jugosławii, również Związek Piłkarski w maju 1930 został przeniesiony do Belgradu i przyjął serbską nazwę FSJ (Fudbalski savez Jugoslavije). Protestując na przemieszczenie siedziby chorwaccy piłkarze i trenerzy bojkotowali do 1945 reprezentację narodową Jugosławii. Podczas okupacji niemieckiej w latach 1941–1945 prowadzone osobno rozgrywki mistrzostw Chorwacji oraz mistrzostw Serbii.
W 1945 po utworzeniu Socjalistycznej Federacyjnej Republiki Jugosławii kontynuowano rozgrywki o mistrzostwo Jugosławii w najwyższej lidze, zwanej Prva savezna liga.
Rozgrywki zostały rozwiązane w 1991 roku, gdy po rozpadzie Jugosławii powstało pięć niepodległych państw (25 czerwca 1991 Słowenia i Chorwacja, Macedonia 17 września 1991, Bośnia i Hercegowina 3 marca 1992 i Federalna Republika Jugosławii 27 kwietnia 1992).

## Format rozgrywek ligowych
W obowiązującym systemie ligowym do 1991 roku trzy najwyższe klasy rozgrywkowe były ogólnokrajowe (Prva savezna liga, Druga savezna liga i Treća savezna liga). Dopiero na czwartym poziomie pojawiały się grupy regionalne.

## Puchary
Rozgrywki pucharowe rozgrywane w Jugosławii to:
- Puchar Jugosławii (Куп Маршала Тита / Kup Maršala Tita).